# Paolo Alessandro Maffei
Paolo Alessandro Maffei (né le 11 janvier 1653 Volterra et mort le 26 juillet 1716 à Rome) est un archéologue, littérateur et antiquaire italien.

## Biographie
Paolo Alessandro Maffei nait le 11 janvier 1653 à Volterra, d’une famille originaire de Vérone et dont diverses branches se sont établies sur différents points de l’Italie. Après avoir terminé ses premières études, il est envoyé à Rome près de Ugo Maffei, son oncle, chargé des affaires de France ; et au bout de quelque temps, il obtient par son crédit une compagnie dans les gardes du Pape. Il continue cependant à s’appliquer à l’étude des anciens, et il profite de l’accès qu’il a dans les musées et les cabinets pour acquérir une connaissance parfaite des monuments de l’antiquité. Il ne commence à publier qu'à l'âge de 50 ans. Il est en correspondance depuis plusieurs années avec la plupart des savants de l’Italie et de la France. Il meurt à Rome le 26 juillet 1716. Maffei est chevalier de St-Étienne.

## Œuvres
- Raccolta di statue antiche e moderne, colle sposizioni, etc., Rome, 1704, in-fol. Ce volume précieux contient 163 planches, non compris les frontispices, représentant autant de statues antiques tirées des palais, des jardins et des musées les plus célèbres de la ville de Rome, avec des explications par Maffei ; viennent ensuite quatre dissertations du même auteur sur un tombeau découvert près de la voie Ostia, sur les thermes de Titus et les marbres du musée Albani.
- Gemme antiche figurate colle sposizioni, ibid., 1707, 4 vol. grand in-4°. Cette édition des pierres antiques gravées est la plus complète, et les notes de Maffei lui donnent un nouveau prix. Cependant les amateurs préfèrent la 1re édition de ce recueil, publiée par Leonardo Agostini, à cause de la beauté des planches, dont ils recherchent les premières épreuves.
- Apologia del Diario Italico del P. Bernard Montfaucon contra le osservazioni di Fr. de’ Ficoroni, Venise, 1710, in-4°. Maffei publia cet ouvrage sous le nom supposé de Riccobaldi Romualdo, bénédictin.
- La Vita di S. Pio V, papa, Rome, 1712, in-4° Elle est estimée.
- L’Immagine del vescovo rappresentata nelle virtù di Bossuet, ibid., 1705, in-fol. Maffei avait laissé imparfaite une Vie de la princesse Camille Orsini Borghese, qui a été terminée et publiée par Fontanini. Quelques personnes lui attribuent encore l’édition des Satires de Q. Sectanus (Lodovico Sergardi), Amsterdam (Rome), 1700, 2 vol. in-8°. Elle parut sous le nom supposé de P. Antonianus ; mais Barbier croit que ce masque cache le P. Eman. Martinez (voy. le Dictionnaire des anonymes, n° 12032).